# 2818 Juvenalis
2818 Juvenalis è un asteroide della fascia principale. Scoperto nel 1960, presenta un'orbita caratterizzata da un semiasse maggiore pari a 2,3755795 UA e da un'eccentricità di 0,1521315, inclinata di 2,95886° rispetto all'eclittica.